# Pentapeptid

Pentapeptid složený z aminokyselin Ala-TRp-Met-Asp-Phe. Zeleně označeno ukončení-N (β alanin) a modře ukončení-C (L-fenylalanin).

Pentapeptidy jsou oligopeptidy s molekulou složenou z pěti molekul aminokyselin, které jsou vzájemně propojeny peptidovou vazbou.

## Struktura
Pentapeptidy se dělí na lineární pentapeptidy (obsahují čtyři peptidové vazby) a cyklické pentapeptidy (cyklizace založena na páté peptidové vazbě nebo jiné intramolekulární kovalentní vazbě).

## Příklady

Pentapeptid pentagastrin složený z aminokyselin β-Ala-Trp-Met-Asp-Phe. Červeně označena skupina BOC - N-konec.

- Pentapeptid pentagastrin složený z aminokyselin β-Ala-Trp-Met-Asp-Phe. Červeně označena skupina BOC - N-konec. Pentagastrin se klinicky používá pro diagnostiku žaludeční sekrece.
- Enterostatin se nachází ve střevě a podílí se na pocitu sytosti.
- Opiorfin je endorfin.
- Enkefaliny jsou další třídou endogenních opioidů kromě endorfinů a dynorfinů.
- Cilengitid se používá k léčbě nádorů.